# فرس البحر ثلاثي البقع
فرس البحر ثلاثي البقع (الاسم العلمي: Hippocampus trimaculatus) (بالإنجليزية: Longnose seahorse)‏ هو نوع من الأسماك يتبع جنس فرس البحر من فصيلة زمارات البحر.